# Драгашевич, Антонина
Антонина Драгашевич (в девичестве Георгиева, также выступала как Георгиева-Драгашевич; серб. Антонина Георгиева-Драгашевић; род. 25 марта 1948, Варна) — сербская шахматистка, международный мастер (1972) среди женщин.
Четырёхкратная чемпионка Болгарии (1968, 1970, 1971 и 1977).
В 1978 году, после брака с гражданином Югославии, переехала в Белград и стала представлять эту страну. Поначалу выступала под двойной фамилией Георгиева-Драгашевич, а в XXI веке на ветеранских соревнованиях — как Драгашевич.
В составе сборных Болгарии и Югославии участница пяти Олимпиад (1966—1974 — за Болгарию; 1980 — за Югославию). На 6-й Олимпиаде (1974) в Медельине команда заняла 3-е место.

## Изменения рейтинга
| Графики недоступны из-за технических проблем. См. информацию на Фабрикаторе и на mediawiki.org. |